# Pałac w Cucułowcach
Pałac w Cucułowcach – pałac wybudowany na początku XVIII w. w Cucułowcach.

## Opis
W miejscowości znajdował się pałac wybudowany w latach 1706–1710 przez koniuszego wielkiego koronnego Jerzego Stanisława Dzieduszyckiego. Pałac został wzniesiony, wg projektu autora założenia Filipa Pertiego, z drewna sosnowego i w założeniu miał nie przetrwać fundatora, który zniechęcony niepowodzeniami nie uczestniczył w życiu politycznym. Małżeństwo Dzieduszyckich nie doczekało się potomka, a pałac powstał nie w rodzinnym, przekazywanym z pokolenia na pokolenie niedalekim Sokołowie, lecz w Cucułowcach będących jedynie królewszczyzną. Przesądziło to o nietrwałości całego założenia. Parterowy pałac z mezzaninem miał fasadę ozdobioną dekoracjami snycerskimi i stiukowymi. Wśród pokrytych boazeriami wnętrz wyróżniała się sala ozdobiona siedmioma biustami antenatów (na wysokich postumentach) i umieszczonymi na ścianach medalionami. W niektórych pomieszczeniach (gabinety) znajdowały się festony oraz zwierciadła, a pilastry podziałów  wewnętrznych zdobiły złocone konchy z maszkaronami. Dekorację sztukatorską i malarską uzupełniał wyrażony poprzez inskrypcje umieszczane w poszczególnych pomieszczeniach program literacki, gloryfikujący zarówno postawy heroiczne, jak i w przeważającym stopniu stoickie, głównie z Listów Horacego. Założenie tworzył zespół budynków zgrupowanych wokół głównego pałacu, w skład którego wchodziły bardzo rozbudowane założenia ogrodowe. Centrum ideowym założenia była kaplica św. Benedykta usytuowana „na bramie”. Kaplica rzymskiego męczennika była dostępna dla wiernych – w 1714 r. abp lwowski Jan Skarbek wydał dokument pozwalający na publiczny kult relikwii). Kaplica św. Benedykta miała cztery okna, małą ambonę, dwa klęczniki oraz niewielki pozytyw organowy; oświetlenie zapewniały dwa żyrandole oraz cztery mniejsze lampy. Ściany ozdabiało blisko dwadzieścia obrazów. Pozostałe kaplice nosiły wezwania Krzyża Świętego („Krucyfiksu”), Najświętszej Marii Panny i Najświętszego Salwatora. Być może  również znajdowały się w podobnych miejscach (basztach bramnych?). W rezydencji znajdowała się biblioteka licząca ponad 3565 tomów. Księgozbiór został podzielony na działy w językach łacińskim, polskim, francuskim, włoskim, dodatkowo znalazły się tam druki hiszpańskie i niemieckie. Ogród cucułowiecki był kompozycją osiową, złożoną z dwóch wnętrz ogrodowych z fontannami w centrum; przynajmniej jedną z nich otaczało zakomponowane (zapewne na sztucznych tarasach) amfiteatralne obejście. Po pałacu nie było już śladu w połowie XIX wieku.